# Adele Osterloh
Adele Minna Osterloh (* 2. Januar 1857 in Dresden; † 3. Januar 1946 ebenda) war eine deutsche Dichterin.

## Leben
Adele war die Tochter des Dresdner Bankiers Franz Günther. Nach einem Internatsaufenthalt in Genf und einer Italienreise heiratete sie den Frauenarzt Paul Osterloh (1849–1918), schrieb Romane und Novellen, ab 1905 war sie stellvertretende Vorsitzende der Literarischen Gesellschaft e. V. Dresden. Sie wohnte in Dresden auf der Wiener Str. 8.
Osterloh schrieb um 1900 das Schauspiel „Das Märchen vom Glück“ in vier Akten. Für die Handlung komponierte Georg Pittrich (* 1870; † 1934) die Musik. Der Ehemann der Autorin, Paul Osterloh, war außerordentliches Mitglied des Tonkünstler-Vereins zu Dresden, während dort der Komponist und Kapellmeister Pittrich ordentliches Vereins-Mitglied war.
Nach dem Tod ihres Ehemannes zog die Arztwitwe um 1920 in die Dresdner Elisenstraße 4.
Adele Osterloh übersetzte die Dissertation Anna Maria von Schürmanns „Darf eine christliche Frau studieren?“ aus dem Lateinischen.

### Töchter
Die Schriftstellerin hatte die drei Töchter Edith, Paula und Ada (Adele). Die älteste Tochter Edith (1878–1922) war in erster Ehe mit Friedrich Brosin († 1900) verheiratet; 14 Jahre nach dessen Unfalltod und ihrer Tätigkeit als Theater-Schauspielerin heiratete sie den Arzt, Dichter und Essayisten Gottfried Benn; die spätere Journalistin Nele Benn war deren Nachkomme.
Die mittlere Tochter Paula (1882–1968) ehelichte 1906 den promovierten Juristen Carl Julius Stübel (1877–1974) und war als Künstlerin unter dem Namen Stübel-Osterloh Teilnehmerin an Ausstellungen der Berliner Secession.
Die jüngste Tochter Ada (Adele) lebte zeitweilig mit ihren beiden Schwestern in der Gartenstadt Hellerau zusammen. Ihr Ehemann war seit 1910 der promovierte Jurist Georg Alfred Stübel (1880–1915). Er ist im Ersten Weltkrieg am 20. Juni 1915 in Lothringen gefallen. An ihn erinnert eine Gedenktafel auf dem Johannisfriedhof in Dresden. Nach Aufnahme des Studiums an der Tierärztlichen Hochschule in Dresden 1916 wechselte Ada Stübel zur Humanmedizin an die Universitäten in Freiburg, Leipzig und Jena. Hier legte sie 1920 das medizinische Staatsexamen ab und wurde an der Thüringischen Landesuniversität 1921 mit einer Untersuchung zum Thema Varizen und Schwangerschaft. promoviert. Ihre Forschungsergebnisse hatte Ada Stübel in Auswertung von 48 Krampfaderfällen in der Chirurgischen Universitätsklinik unter Direktor Professor Nicolai Guleke (1878–1958) gewonnen. Als sie ihre Doktorarbeit einreichte, war A. Stübel seit Mai 1921 am Jenaer „Physiologischen Institut“ als Assistenzärztin beschäftigt. Sie kümmerte sich um ihre siebenjährige Nichte Nele Benn, besonders als Edith Benn, geborene Osterloh, verwitwete Brosin, sich vom Oberarzt der Chirurgischen Universitätsklinik Jena, Professor Georg Magnus (1883–1942), wegen eines Gallenleidens im November 1922 operieren ließ. Nach der Operation verstarb Edith Benn jedoch. In der zweiten Hälfte der 1920er Jahre verzog A. Stübel nach Mainz und wirkte dort als Augenärztin sowie zwischendurch kriegsbedingt in Lichtenberg/Odenwald. In den 1960er Jahren wohnte auch ihr Neffe, der promovierte Jurist Christian Stübel (1906–1983), der Sohn ihrer Schwester Paula und Enkelsohn von Adele Osterloh, in Mainz.

### Schwager
Ein Schwager der Dichterin, ein Bruder ihres Mannes Paul, war Gustav Eduard Osterloh (1842–1903), Generalmajor zur Disposition seit 1902 und zuvor Oberstleutnant im 2. Feldartillerie-Regiment Nr. 28 ab 1890. Er lebte mit seiner Frau Therese und der Tochter Hildegard in Leipzig, der Geburtsstadt des Ehemannes von Adele Osterloh.

### Ruhestätte Johannisfriedhof
Die Beerdigung der Dichterin fand am 10. Januar 1946 auf dem Johannisfriedhof (Dresden) statt.

## Werke
- Der Andere. Lustspiel Pierson, Dresden 1880.
- Der blonde Adjutant. Keine Soldatengeschichte. Minden, Dresden 1883.
- Unter Kameraden. Roman. Minden, Dresden/Leipzig 1893.[24]
- Oberlehrer Gesenius. Roman. Deutsche Verlags-Anstalt, Stuttgart 1895.
- Das Ende. Erzählung. Minden, Dresden/Leipzig 1896.
- Die Sünden der Väter. Roman. Goldschmidt, Berlin 1898.
- Das Märchen vom Glück. Schauspiel in vier Akten. Pierson, Dresden/Leipzig um 1900.[25]
- Libretto zur Operette  Der Wahrheitsmund (Bocca della Verità), Dresden 1899[26]
- Selbstbekenntnisse. In: Deutsche Roman-Bibliothek 23 (1895)
- Eine pflichtvergessene Frau. Sittenbild. Sturm, Dresden 1919.[27]

Zu ihren schriftstellerischen Arbeiten gehören auch Bühnenstücke, die ungedruckt blieben. Ein unveröffentlichtes Manuskript von Adele Osterloh mit dem Titel Meine Töchter befindet sich im Literaturarchiv der Universitätsbibliothek Hildesheim.